# Hesychotypa subfasciata
Hesychotypa subfasciata là một loài bọ cánh cứng trong họ Cerambycidae.